# Phyllosticta mahoniae
Phyllosticta mahoniae är en svampart som beskrevs av Sacc. & Speg. 1884. Phyllosticta mahoniae ingår i släktet Phyllosticta och familjen Botryosphaeriaceae.   Inga underarter finns listade i Catalogue of Life.